# Pär Zetterberg
Pär Zetterberg (* 14. Oktober 1970 in Falkenberg) ist ein ehemaliger schwedischer Fußballspieler. Der Mittelfeldspieler, der in den 1990er Jahren für die schwedische Nationalmannschaft in 30 Länderspielen auflief, bestritt seine Karriere nahezu ausschließlich außerhalb seines Heimatlandes. Während seiner Zeit in Belgien wurde er zweifach als Belgiens Fußballer des Jahres ausgezeichnet, 1997 erhielt er parallel die Auszeichnung als Schwedens Fußballer des Jahres. Eine Teilnahme an einem großen Turnier blieb ihm, der in Belgien und Griechenland zusammengenommen neunmal den nationalen Meistertitel gewann, jedoch verwehrt.

## Werdegang

### Vereinskarriere

#### Karrierestart und Durchbruch beim RSC Charleroi
Zetterberg begann 1978 mit dem Fußballspielen bei Falkenbergs FF. 1986 debütierte er im Teenageralter für die Wettbewerbmannschaft des Klubs, für die er sieben Pflichtspiele bestritt. Im Januar des folgenden Jahres wechselte er als Nachwuchsspieler zum belgischen Verein RSC Anderlecht. Dort zunächst ausschließlich in den Nachwuchsmannschaften aktiv, rückte er 1989 unter Trainer Aad de Mos auch hier in die Wettbewerbsmannschaft auf. Allerdings blieb ihm zunächst der Durchbruch verwehrt, nach seinem Debüt gegen Germinal Ekeren im Oktober 1990 standen bis Sommer 1991 lediglich zwei Ligaspieleinsätze zu Buche. Daher schloss er sich 1991 auf Leihbasis dem Ligarivalen Sporting Charleroi an. Dort etablierte er sich mit 29 Ligaspieleinsätzen als Stammspieler und war in seiner ersten Spielzeit, als der Klub den 13. Platz in der Meisterschaft belegte, mit fünf Saisontoren gleichauf mit Dante Brogno bereits zweitbester vereinsinterner Torschütze. Einzig Marc Wuyts war mit sieben Treffern erfolgreicher gewesen. Unter dem neuen Trainer Robert Waseige entwickelte er sich in der folgenden Spielzeit zum „kleinen Prinzen von Mambourg“ (petit prince du Mambourg), als er mit dem Klub das – letztlich gegen Standard Lüttich verloren gegangene – Endspiel um den Landespokal erreichte. Zudem spielte er sich in den Kreis der Nationalmannschaft. Beim 1:0-Erfolg über Österreich im Mai 1993 durch ein Tor des beim 1. FC Kaiserslautern unter Vertrag stehenden Jan Eriksson im Rahmen der Qualifikation zur Weltmeisterschaft 1994 debütierte er als Einwechselspieler für Johnny Ekström im Nationaltrikot. Da der ausleihende Klub die vorgesehene Option nicht ziehen konnte, kehrte er nach Saisonende zum RSC Anderlecht zurück und wurde durch Tibor Balog ersetzt.

#### Erfolgreiche Jahre beim RSC Anderlecht und Olympiakos Piräus
Beim amtierenden Meister RSC Anderlecht war Zetterberg nach seiner Rückkehr auf Anhieb Stammspieler. Während er mit dem Klub nach Erfolgen über HJK Helsinki und Sparta Prag die Gruppenphase der UEFA Champions League 1993/94 erreicht hatte, wurde er am Jahresende als Fußballer des Jahres in Belgien ausgezeichnet. Im Januar wirkte er noch beim Gewinn des belgischen Supercups durch einen 3:0-Erfolg über Standard Lüttich nach Treffern von John Bosman und dem zweifachen Torschützen Luc Nilis mit, nach einer schweren Verletzung musste er jedoch in der Mitte des Jahres 1994 pausieren. Somit verteidigte der Klub einerseits ohne seine weitere Unterstützung – er kam insgesamt auf 22 Saisonspiele – die Meisterschaft, andererseits verpasste er auch eine Teilnahme an der Weltmeisterschaftsendrunde im Sommer in den Vereinigten Staaten, bei der seine Landsmänner um Tomas Brolin, Thomas Ravelli, Klas Ingesson und Henrik Larsson mit dem dritten Platz das beste Ergebnis seit der Vizeweltmeisterschaft beim WM-Turnier 1958 herausspielten.
Nach seiner Wiedergenesung war er in der Spielzeit 1994/95 wieder Stammspieler und führte den Klub zum erneuten Meistertitel. Nach dem Gewinn des Supercups durch einen 2:1-Sieg gegen den FC Brügge blieb er in den folgenden Jahren ohne Titelgewinn. Zwar stand der Klub regelmäßig im vorderen Tabellenbereich, ein erneuter Meisterschaftsgewinn gelang jedoch nicht. Auch bei der Nationalmannschaft blieb der Erfolg aus, weder zur Europameisterschaft 1996, noch zur Weltmeisterschaft 1998 qualifizierte sich die schwedische Auswahl. Einzig das Jahr 1997 brachte ihm einen persönlichen Erfolg, als er in der Spielzeit 1996/97 zwölf Tore erzielte und am Ende des Jahres erneut den Goldenen Schuh für Belgiens Fußballer des Jahres erhielt.
2000 wechselte Zetterberg zu Olympiakos Piräus, ehe er 2003 wiederum beim RSC Anderlecht unterschrieb. Er beendete seine Karriere nach der Saison 2005/06 beim RSC Anderlecht und arbeitet seitdem als Talentscout im Jugendbereich.
Pär Zetterberg wurde zweimal zu Belgiens Fußballer des Jahres und einmal zu Schwedens Fußballer des Jahres gewählt. Er wurde sowohl belgischer als auch griechischer Meister und Pokalsieger.

#### Nach dem Fußball
Zetterberg spielt mittlerweile Floorball bei den Waterloo Lions, einer der erfolgreichsten Mannschaften Belgiens. 2006 spielte Zetterberg in Matchen, der schwedischen Ausgabe von „Der Match“ mit.

## Erfolge und Auszeichnungen
- Belgischer Meister: 1991, 1994, 1995, 2000, 2004, 2005
- Belgischer Pokalsieger: 1994
- Griechischer Meister: 2001, 2002, 2003
- Griechischer Pokalsieger: 2001, 2002
- Belgischer Fußballspieler des Jahres: 1993, 1997
- Schwedischer Fußballspieler des Jahres: 1997
- Belgischer Fair-Play-Pokal: 1998, 2000, 2004, 2006